# Festival Sesc Melhores Filmes
O Festival Sesc Melhores Filmes (Inglês: SESC Film Festival / Festival SESC Melhores Filmes) é um festival de cinema do Brasil. Realizado anualmente e promovido pelo Sesc em São Paulo, o evento é considerado o primeiro festival cinematográfico da cidade.
Sendo um dos mais tradicionais festivais de cinema do país, a cada ano, desde 1974, diversos filmes são selecionados para a mostra competitiva onde os prêmios são consagrados de duas formas: uma pelo voto do público e outra pelo voto da crítica especializada.

## História
Criado em 1974 pelos integrantes do Sesc da cidade de São Paulo, o festival surgiu com o intuito de oferecer ao público interessado em cinema uma revisão de tudo que passou em destaque pelas telas de salas de cinema de São Paulo no ano anterior ao que o evento ocorre. Por exemplo, na mostra de 2022, são selecionados filmes que estiveram em cartaz no decorrer do ano de 2021 na cidade.

## Votação
Os filmes são escolhidos por meio de votação democrática do público e do júri especializado, o qual é composto por críticos de cinema e jornalistas de todo o Brasil.